# Березівський рудник
Березівський рудник — колишнє підприємство гірничорудної промисловості на сході Казахстану.
Рудник почав свою роботу ще в 1756-му. Хоча того ж року його полишили, проте невдовзі розробка відновилась та тривала до 1880-х років. За цей час з нього отримали 28 тисяч тонн свинцевої руди зі значним вмістом срібла та 6,8 тисячі тонн мідної руди.
19 століття не стало завершальним в історії Березівського рудника і він знову відновив роботу. Станом на середину 1930-х його річна потужність дорівнювала 30 тисяч тонн руди і надалі зросла, зокрема завдяки залученню до розробки Ново-Березівського родовища. Шахти обох родовищ, які розташовані на відстані близько 2 км (за іншими даними — 3 км), були сполучені на глибині 200 метрів перемичкою, через яку відбувався перетік підземних вод з Ново-Березівської шахти з наступним водовідливом через шахту «Капітальна».
З 1949-го видобута руда надходила на Березівську збагачувальну фабрику, що випускала мідний та цинковий концентрати.
Видобуток на руднику, що належав до Іртишського поліметалічного комбінату, зупинили в 1990—1991 роках і в 1992-му узялись за ліквідацію майданчика. Шахтний водовідлив повністю припинили в 1996-му, після чого вже наступного року вода почала виливатися на поверхню в Березівський струмок з наступним потраплянням у Іртиш. Це призводило до забруднення поверхневих вод, оскільки за період до 1997 року середньорічний винос цинку з Березівського рудника оцінювався у 171 тонну.